# Poet laureate
Poet laureate of poeta laureatus is de titel van de Engelse hofdichter.

## Geschiedenis
De titel gaat terug op die van 'poeta laureatus' in de Romeinse oudheid, die werd gegeven aan dichters die als blijk van waardering voor hun werk op het Capitool gekroond werden met een aan Apollo gewijde lauwerkrans. Onder meer Horatius (in 17 v.Chr.) kreeg deze eretitel.
Van oudsher hadden koningen wel een minstreel of bard in hun gevolg wiens taak het was om de lof van de koning te zingen en plechtige gebeurtenissen literair in te kleden. De functie is dus al heel oud, maar werd in 1616 door koning Jacobus I van Engeland gekoppeld aan een jaarlijkse vergoeding; Ben Jonson was de eerste laureaat. De benoeming was in principe voor het leven. 

## Andere landen
Diverse andere landen, zoals Zuid-Afrika en de Verenigde Staten hebben het gebruik overgenomen. In Amerika zijn er zelfs poets laureate per staat. Ook de Verenigde Naties kent de functie. Nederland kent sinds 2000 de titel Dichter des Vaderlands.

## Lijst van Britse poets laureate

### Middeleeuwen
- Gulielmus Peregrinus
- Master Henry als Versificator Regis onder Henry III
- Geoffrey Chaucer (1340–1400)
- John Kay onder Edward IV, die regeerde tussen 1461 en 1483

### Tudorperiode
- Bernard André van Toulouse (1450–1522)
- John Skelton
- Edmund Spenser

### Stuartperiode
- 1599 - Samuel Daniel
- 1619 - Ben Jonson
- 1637 - William Davenant
- 1670 - John Dryden
- 1689 - Thomas Shadwell
- 1692 - Nahum Tate

### Vanaf de Hannovers
- 1715 - Nicholas Rowe
- 1718 - Laurence Eusden
- 1730 - Colley Cibber
- 1757 - William Whitehead, na weigering Thomas Gray
- 1785 - Thomas Warton, na weigering William Mason
- 1790 - Henry James Pye
- 1813 - Robert Southey, na weigering Sir Walter Scott
- 1843 - William Wordsworth
- 1850 - Alfred Tennyson
- 1896 - Alfred Austin, na weigering William Morris
- 1913 - Robert Bridges
- 1930 - John Masefield
- 1967 - Cecil Day-Lewis
- 1972 - John Betjeman
- 1984 - Ted Hughes, na weigering Philip Larkin
- 1999 - Andrew Motion
- 2009 - Carol Ann Duffy

## Afbeeldingen
Enkele poets laureate:

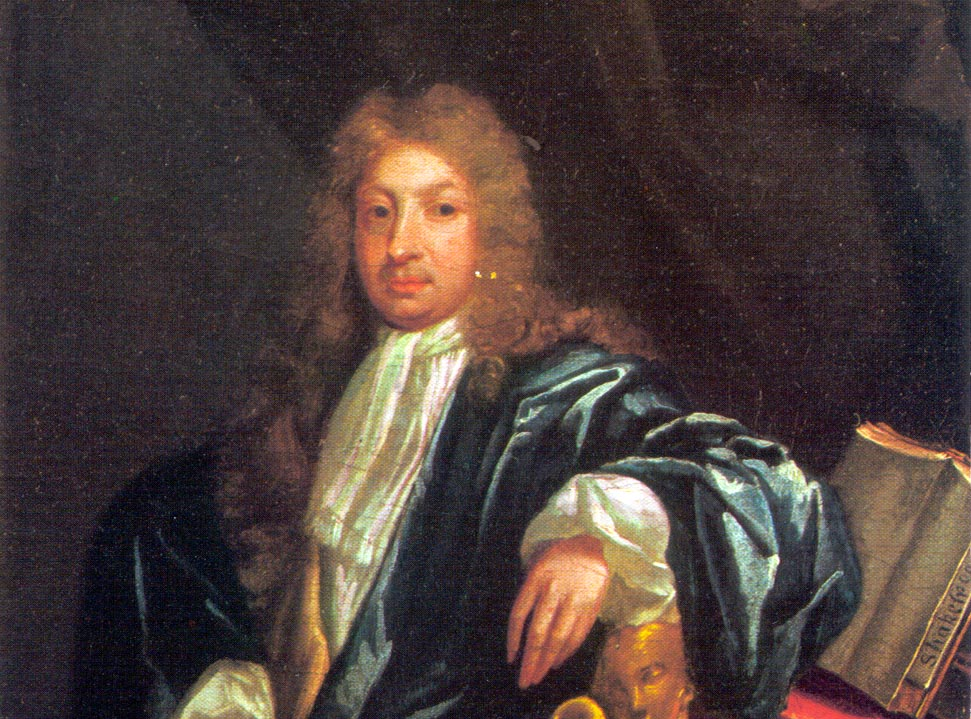
John Dryden
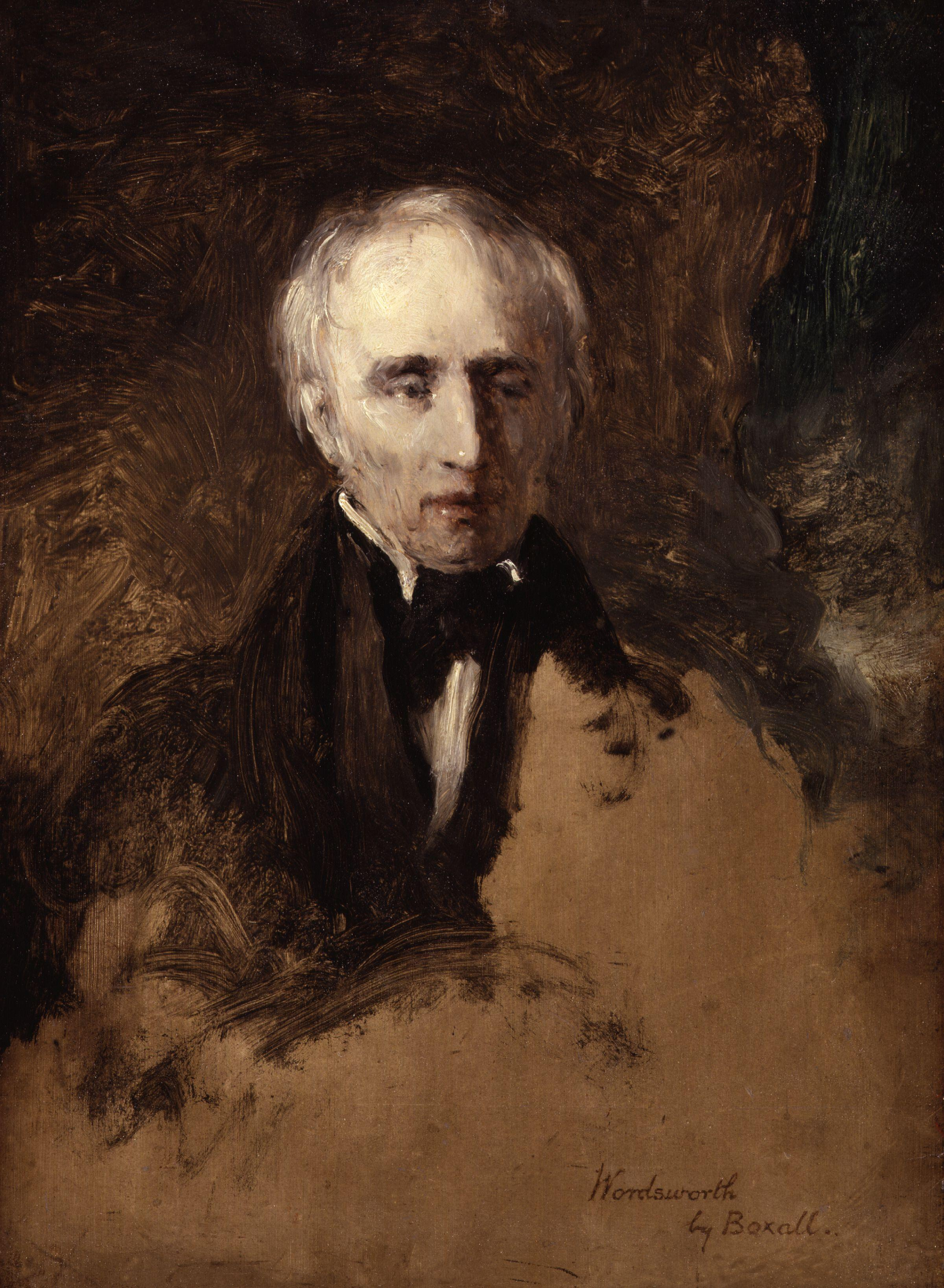
William Wordsworth
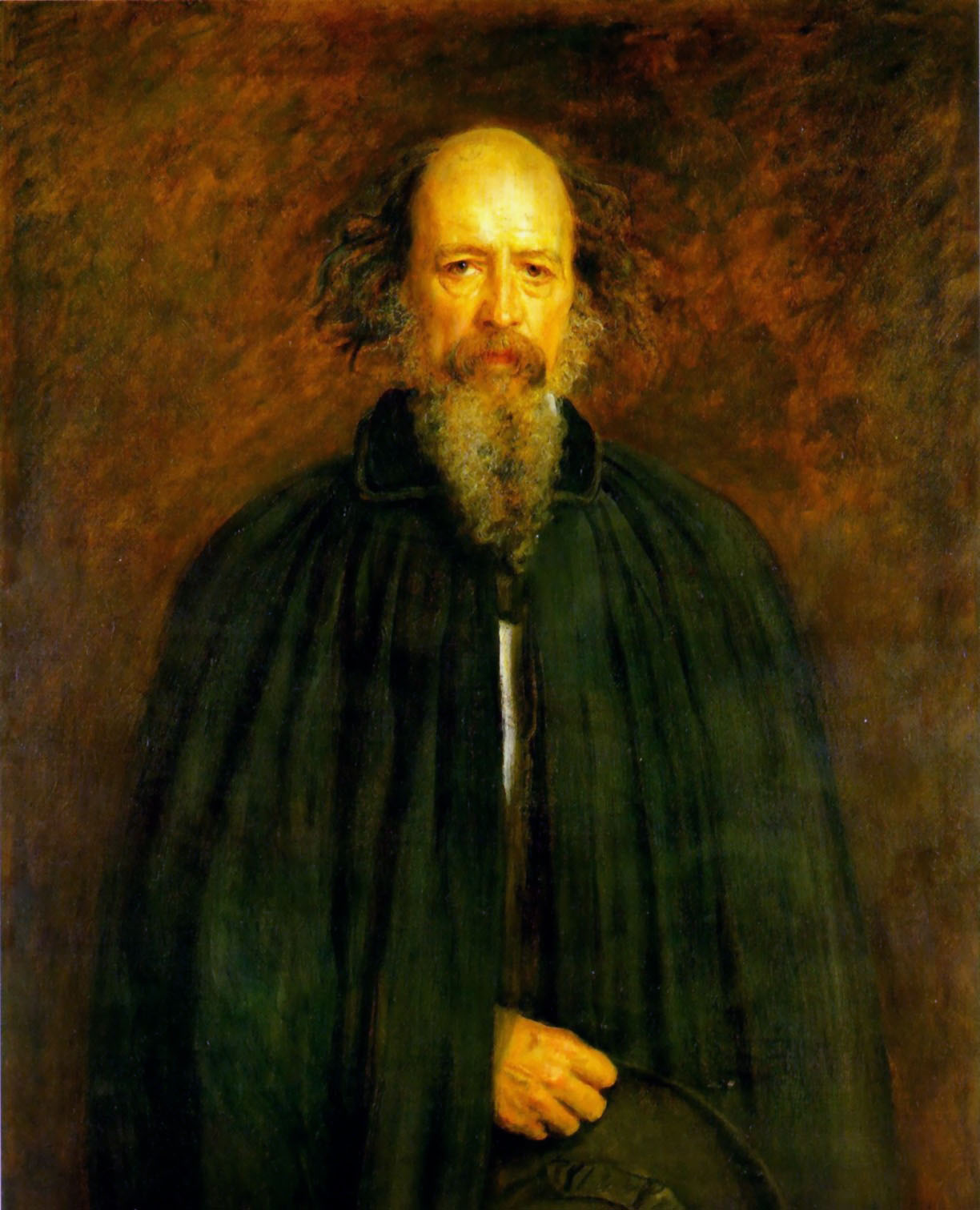
Alfred Lord Tennyson
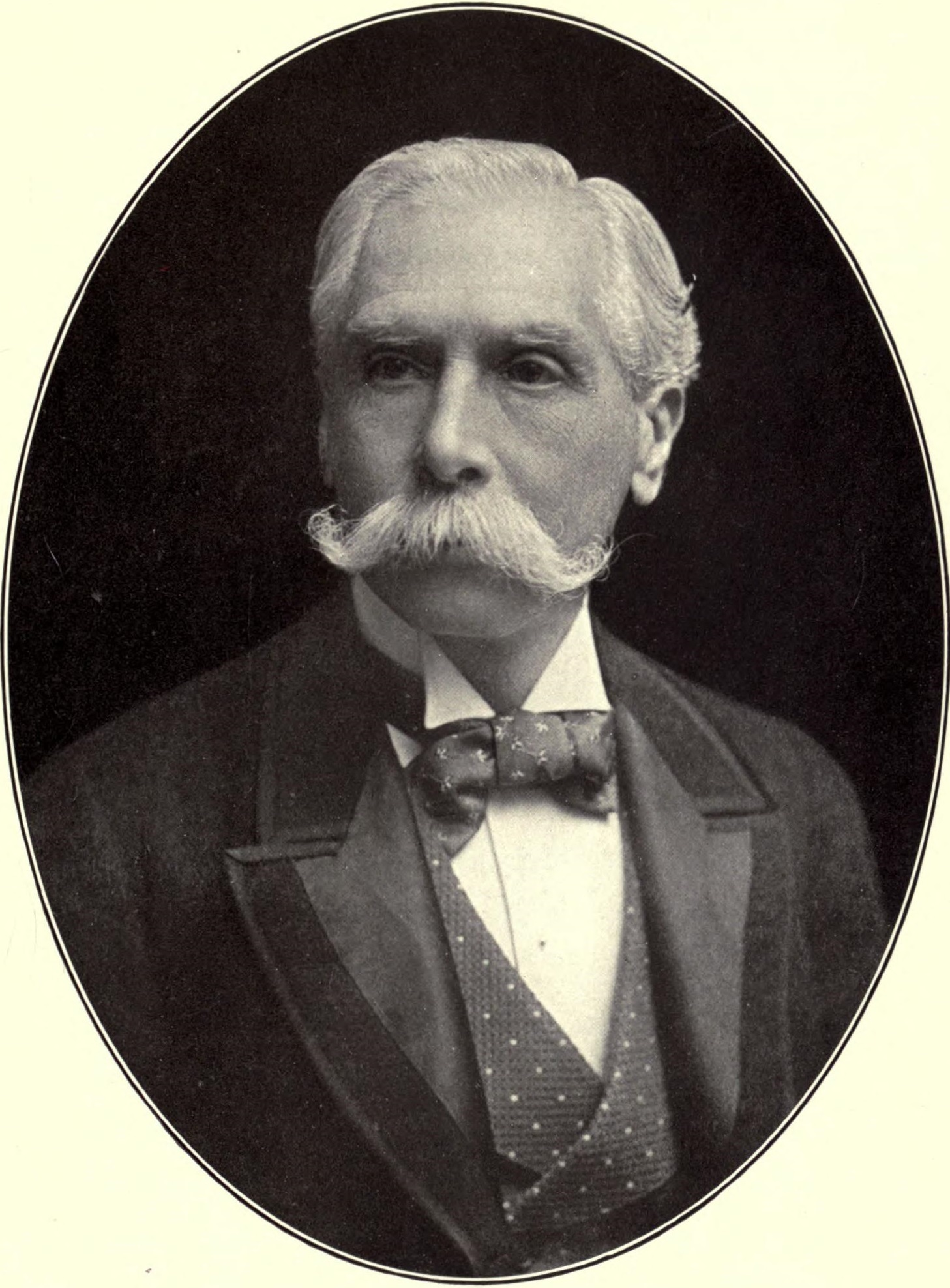
Alfred Austin
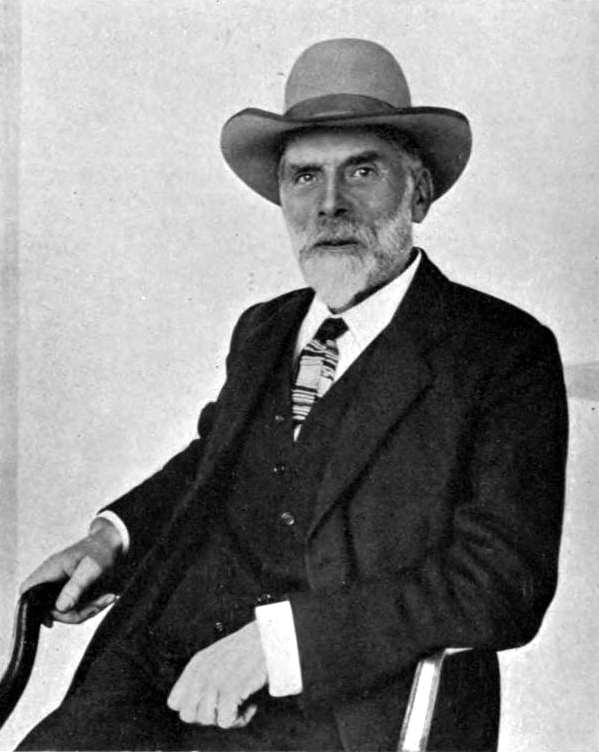
Robert Bridges
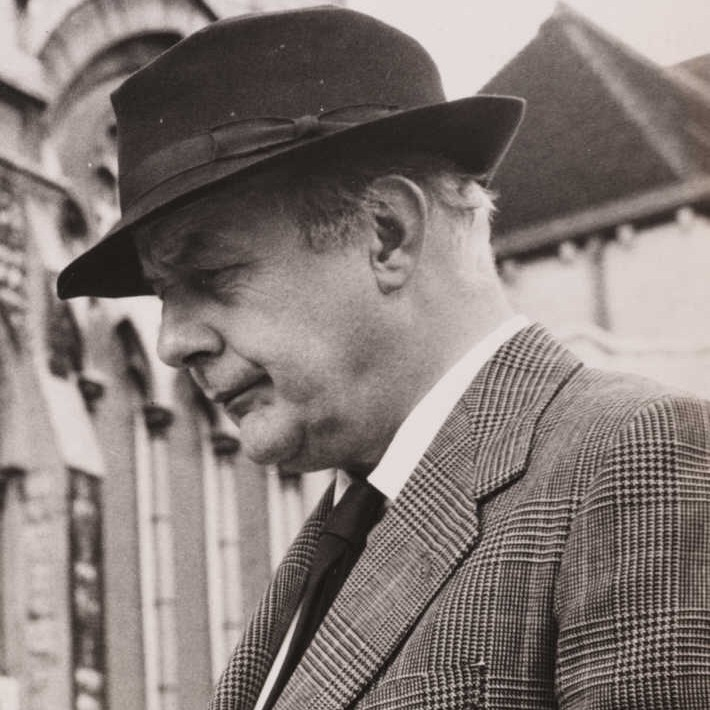
John Betjeman
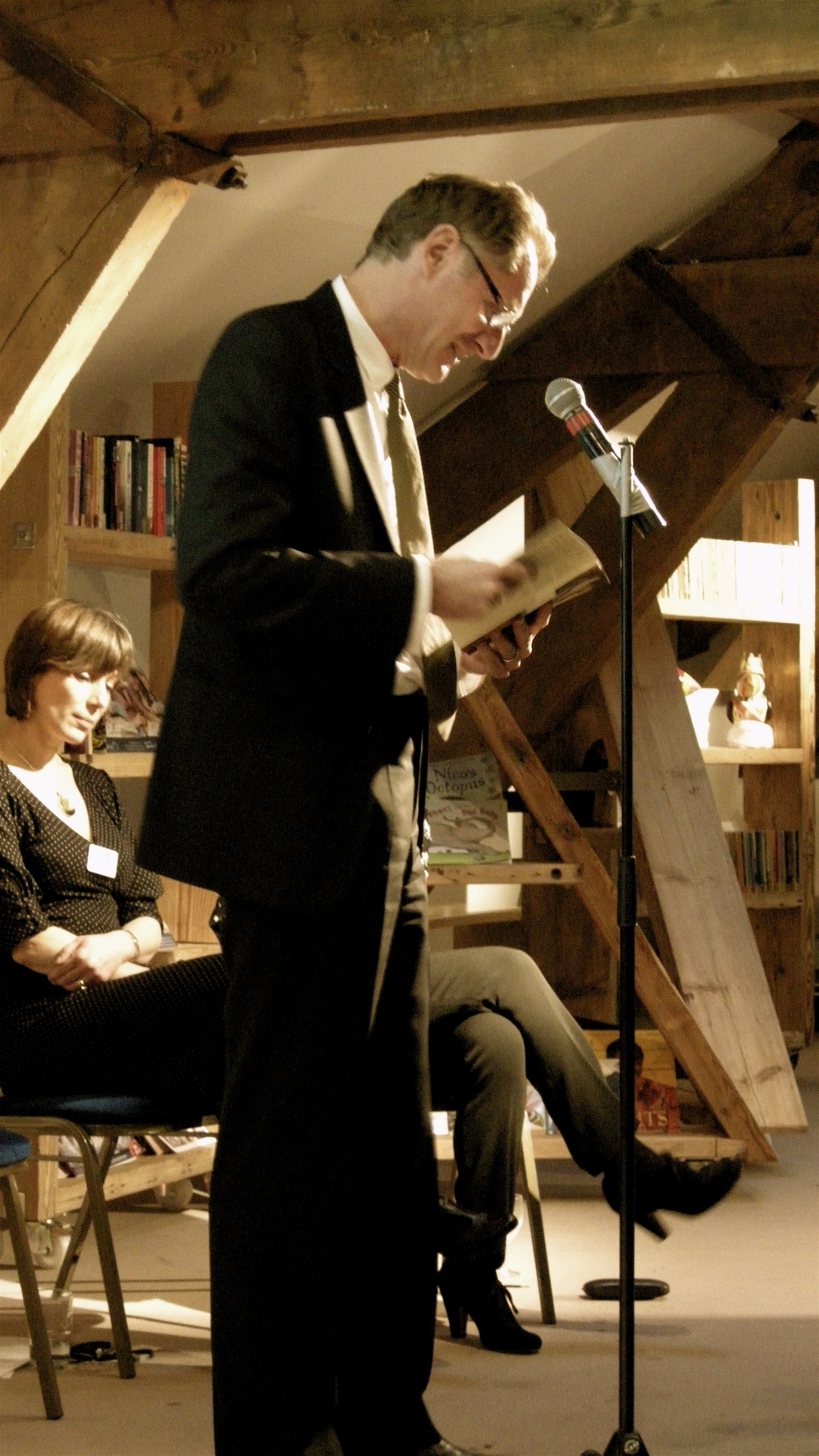
Andrew Motion
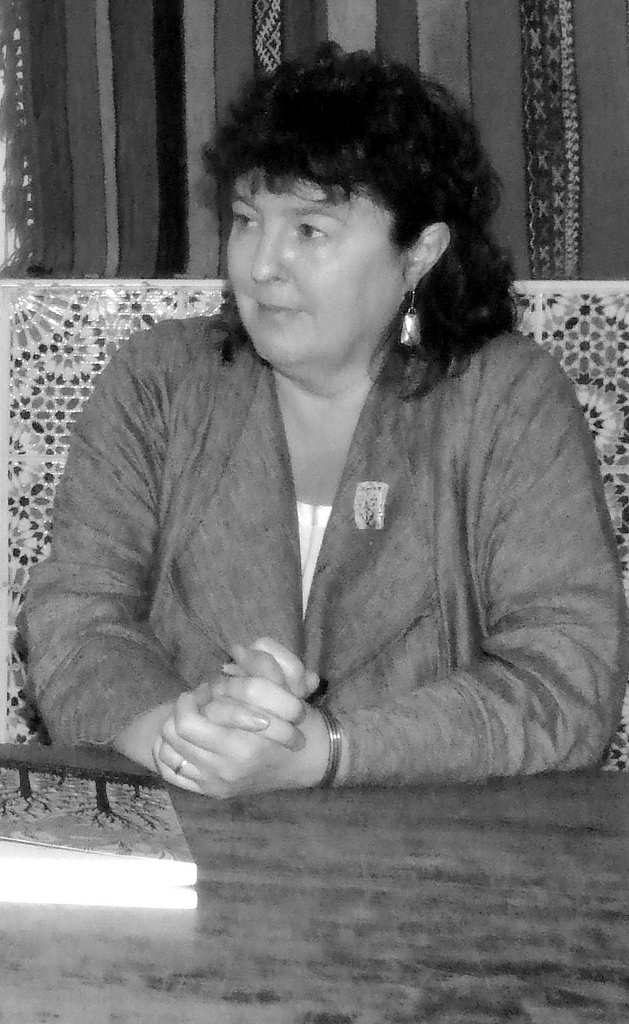
Carol Ann Duffy